# Сплаварење Таром
Туристичко сплаварење на реци Тари новијег је датума. Почело је 1964. године проширеним програмом туристичког сплаварења, које је до тада вршено повремено, само на реци Дрини, са дрвеним сплавовима.
Кроз кањон реке Таре вршено је само трифтање балвана све до 1970. године из неприступачних делова кањона. Данас је рафтинг на Тари спој авантуре и одмора. По степену атрактивности, за рафтинг на Тари је категорисан од III-IV степена (по међународној скали категоризације реке), чиме је сврстава у сам врх најатрактивнијих светских река, уз Колорадо и Замбези.
Тара је пловна на 95 km свог тока. Њен најузбудљивији део налази се на задњих 20 km, од места које се зове Брштановица, до саставака са Пивом, где настаје Дрина. Овим током она је и природна граница између Црне Горе и Републике Српске. На овом дјелу налази се преко 20 прелепих, узбудљивих и највећих букова. На доњем току Таре издвајају се тзв. Манита врела, која се са висине од око 20м стропоштавају у Тару и водопад Шипчаница.
Трајање рафтинга зависи од висине воде, временских услова и од посаде у чамцу. Река Тара у току године има варијације у нивоу и висини водостаја. У мају, када је ниво воде највећи, спуст траје око 45 минута, а у августу и септембру 3-4 сата. Рафтинг се изводи гуменим чамцима, специјално рађеним за „дивље“ воде, капацитета од 8 до 10 особа. Туристи који дођу на рафтинг добијају рафтинг опрему: неопренско одело, чизме, појас за спашавање, кациге и весло, а у слуцају кише добијају и кабанице. Важну улогу у рафтингу има скипер, особа која управља чамцем, која је уједно и водич на рафтингу. Скипери су прошли обуку и имају сертификат ИРФ-а (Интернационална Рафтинг Федерација).
Пре старта скипер одржава кратак курс о рафтингу. У току рафтинга туристи могу да носе фото-апарате и камере, који се чувају у специјалним херметички затвореним кесама или бурадима. На најатрактивнијим местима праве се паузе за фотографисање и освежење.